# Grădinile Hevsel
Grădinile Hevsel (în turcă Hevsel Bahçeleri) sunt formate din cele șapte sute de hectare de terenuri cultivate și fertile aflate în apropierea râului Tigru din estul Turciei, între Castelul Diyarbakır și râu. Castelul fortificat, aflat pe ruta Drumului mătăsii, a fost închis de un sistem de ziduri defensive cu patru porți principale (al doilea cel mai lung zid din lume după Marele Zid Chinezesc), iar grădinile, alimentate de izvoare pe panta abruptă de mai jos, au jucat un rol vital în menținerea orașului aprovizionat și udat. Grădinile au fost adăugate pe lista experimentală UNESCO în 2013 și au devenit un loc al Patrimoniului Mondial UNESCO în 2015, împreună cu zidurile cetății Diyarbakır.

## Istorie
Grădinile Hevsel sunt menționate pentru prima oară în cronica populației Aramei datând din secolul al IX-lea î.Hr., în timp ce așezarea de la Diyarbakır aflată pe dealul de mai sus fiind stabilită mai devreme decât aceasta. Diyarbakır (numit inițial Amid, a fost construit pe un bazalt cu un relief cu vedere spre râul Tigris. Orașul fortificat a avut importanță în regiune în perioada elenistică și în timpul Imperiilor romane, sassanide, bizantine, islamice și otomane până în epoca modernă.
Grădinile Hevsel au fost create între oraș și râu, cu scopul de a furniza apă și mâncare locuitorilor. Numeroase izvoare izvorăsc de sub bazalt, iar grădinile sunt împărțite în cinci terase deasupra nivelului actual al râului Tigris. Terasele au fost formate de-a lungul mileniilor, când râul a format meandre în valea sa largă și, uneori, a sculptat un canal mai adânc. Partea superioară a grădinii a fost critică pentru amplasarea orașului; grădinile au fost considerate sacre din cauza rolului lor important de aprovizionare a orașului și au fost comparate cu Grădina Edenului.
În anul 866, orașul a fost asediat de regele asirian Assurnasirpal al II-lea, iar când a fost cucerit, grădinile au fost distruse ca o formă de pedeapsă. Până în 1655 grădinile au inclus ambele maluri ale Tigrului și ar fi fost pline de livezi aromate, podgorii, grădini de trandafiri și grădini de busuioc. Călătorii din secolul al XIX-lea au afirmat că au văzut o mare varietate de legume și fructe cultivate și au descris culturile de pepeni galbeni, struguri și livezile de caise, precum și faimoșii pepeni verzi, care au fost cultivați pe insulele nisipoase formate de cursul râului prin mai multe canale. Grădinile au fost integrate în oraș, cu plopi și pomi fructiferi care separă diferitele grădini de legume, iar apa uzată din oraș a fost canalizată pentru a asigura fertilitatea și pentru a mișca roțile de apă. Plantarea duzilor a fost realizată pentru a sprijini industria mătăsii în oraș, de asemenea a fost produsă cherestea, din copacii de plop și salcie, aceasta a fost transportată în provincia Mosul prin intermediul plutelor.
În prezent, aproximativ o treime din grădini sunt folosite pentru cultivarea de plopi, iar restul pentru cultivarea unei game largi de produse; varză, spanac, salata verde, ridiche, ceapa verde, pătrunjel, castravete, vinete, roșii, ardei, piersici, caise, prune, cireșe, smochine, mure și nuci.

## Conservare
În prezent, încă se cultivă diferite plante în Grădinile Hevsel, însă integritatea lor este amenințată de întreprinderi și locuințe neautorizate care au fost înființate la baza cetății. Alte preocupări sunt blocarea canalelor de drenaj și a calității apei. Extracția apei mai sus pe Valea Tigrului a redus fluxul de apă în râu și a scăzut inundarea periodică a luncii inundabile. Au fost stabilite zone tampon, dar grădinile sunt considerate a fi vulnerabile.